# Waka Waka (Esto es África)
«Waka Waka (Esto es África)» —versión en inglés: «Waka Waka (This Time for Africa)»—  es una canción interpretada por la cantante colombiana Shakira en colaboración del grupo sudafricano Freshlyground. Fue escogida por la FIFA como la canción oficial de la Copa Mundial de Fútbol de 2010 celebrada en ese año en Sudáfrica. Todos los beneficios generados por la canción se destinaron a la campaña benéfica de la FIFA 20 Centers for 2010.
Aunque inicialmente no se preveía incluirla en el álbum de la cantante colombiana Sale el sol por derechos de autor, finalmente se incluyeron tanto la versión español como la inglesa, pero como remezclas y como pistas adicionales del álbum, no obstante en versiones para Brasil o Japón se incluyó el sencillo original.
«Waka Waka» combina ritmos e instrumentación afro-colombianos con la soca, género musical de Trinidad y Tobago derivado del calipso.
El estribillo se basaba en un canto de Camerún llamado «Zangalewa» que hizo popular el grupo Golden Sounds formado por exmilitares de ese país. El grupo afirmó que ellos no la compusieron, sino que la adoptaron de un canto popular que apareció espontáneamente por parte de scouts africanos cuando marchaban.
Después del éxito de «Zangalewa» en África, a fines de los años 1980, la melodía habría llegado a la República Dominicana, donde Wilfrido Vargas la adaptó para el grupo tropical Las Chicas del Can, y en donde el «Waka Waka» o «Zangalewa» era el estribillo de la canción «El negro no puede».
Además, fue el himno oficial de un Mundial de Fútbol más vendido de todos los tiempos, al vender más de 6 millones de copias en todo el Mundo.

## Información de la canción
La canción se lanzó el 28 de abril de 2010, y estuvo disponible para descarga digital desde el 11 de mayo. El sencillo había vendido más de 9,5 millones de copias a nivel mundial, y se convirtió en el más exitoso de la era digital, puesto que la totalidad de las ventas lo fueron en ese formato. Estaba incluido en el álbum Listen Up! The Official 2010 FIFA World Cup Album, el disco oficial de la Copa del Mundo. Todos los beneficios derivados de la venta del álbum se destinarían a la campaña benéfica de la FIFA 20 Centers for 2010, cuyo objetivo era conseguir a través del fútbol un cambio social positivo, al construirse veinte centros «Fútbol para la esperanza» a lo largo de toda África para solucionar los problemas de la salud y la educación en el continente.
Otra campaña centrada en la educación, cofundada por la Reina Rania de Jordania y el presidente de la FIFA Joseph S. Blatter, fue 1GOAL Education for All, en la que Shakira actuó como embajadora para añadir su voz a esta iniciativa de la Copa del Mundo. Apoyada por algunos de los grandes nombres de la comunidad del fútbol global y la directiva de la FIFA, la cantante se aseguró con esta campaña de que los líderes mundiales donasen los fondos necesarios para que unos setenta y dos millones de niños tuvieran acceso a la educación a nivel mundial.

## Video musical
Originalmente Shakira junto a sus bailarinas africanas iban a aparecer bailando en topless como es costumbre en África pero su manager se negó diciendo que iban a censurar el video.[cita requerida] Finalmente el 23 de abril se realizaron en Los Ángeles las audiciones para escoger los bailarines y modelos para el video oficial de la canción. Según varios modelos, en la audición había alrededor de cuatrocientos bailarines y la rutina de baile era muy fuerte. El video se rodó en Compton, Estados Unidos, área poblada en su mayoría por afroamericanos y latinos.
El 2 de mayo se dio a conocer la primera imagen relativa a él. Se presentó en una versión estándar y otra en 3D. En el videoclip aparecieron los futbolistas Lionel Messi, Dani Alves, Rafael Márquez Álvarez, Gerard Piqué y Carlos Kameni. El video de la versión en inglés suma cerca de 4 mil millones de reproducciones en YouTube. El video inicia con la Final del Mundial de Alemania 2006 entre Italia y Francia consagrándose campeón el conjunto italiano y luego mostrando momentos icónicos de los mundiales anteriores desde México 1970 hasta el último en Alemania 2006. La versión en español cuenta con casi mil millones de vistas; su versión en el concierto inaugural del Mundial fue vista más de 45 millones de veces; y una quinta versión contó con alrededor de 28 millones de visitas, en donde se mostró a Shakira en partes de África con animales, ensayos, seguidores, parte de la fundación 1GOAL Education for All y parte de lo que fue esta minigira para Shakira. Dio un total de más de 1000 millones de reproducciones en el canal oficial de la artista ShakiraVEVO (sin contar las versiones no oficiales que sumaron más de 100 millones de reproducciones por fuera del canal oficial de Shakira). El video obtuvo el 15 de julio de 2010 el #VEVOCertified y se convirtió en uno de los primeros en certificarse en la historia de VEVO; el 3 de octubre del 2013 fue certificada la versión en español, por lo que hizo de Shakira la única artista en el mundo que por entonces le hayan certificado las dos versiones de un mismo video. El 24 de enero de 2016 el videoclip alcanza mil millones de visualizaciones, siendo el vigésimo video de YouTube que logra esta cifra.
El 26 de agosto de 2018 el videoclip alcanza dos mil millones de visualizaciones.

## Interpretaciones en vivo
Shakira interpretó en vivo la versión inglesa de la canción en Soweto (Johannesburgo) el 10 de junio de 2010, para el concierto de apertura de la Copa Mundial de Fútbol de 2010. Fue vista en directo por aproximadamente 700 millones de espectadores de todo el mundo, cuando ya se había pensado que la canción la fuese a interpretar únicamente en la final de dicha Copa el 11 de julio de 2010. Cantó acompañada por el grupo sudafricano Freshlyground, y además interpretó sus canciones «She Wolf» e «Hips Don't Lie». En el concierto también hubo otros artistas como su compatriota Juanes, quien interpretó su nueva canción «Yerbatero», además de sus éxitos «La camisa negra» y «La paga». En el evento también participaron el rapero integrante de los Black Eyed Peas, Taboo, el propio grupo de los Black Eyed Peas, y la cantante Alicia Keys. Adicionalmente, la canción también fue interpretada de nuevo en la clausura de la Copa Mundial de Fútbol. Shakira fue la única artista que se presentó en ambas ceremonias. Por otra parte, fue una de las canciones interpretadas durante el espectáculo de medio tiempo del Super Bowl LIV, llevado a cabo el 2 de febrero de 2020.

## Listas musicales
«Waka Waka» ha sido una de las canciones más exitosas de Shakira, junto a otras suyas como «Hips Don't Lie», «Whenever Wherever», «Underneath Your Clothes», «Loca» y «La tortura». Llegó a alcanzar el primer lugar en varios países del mundo como Alemania, Argentina, Austria, Bélgica, España, Finlandia, Francia, Italia, Japón, Sudáfrica, Suecia y Suiza. También entró al top 10 de otros países, entre los que se encontraron Holanda, Israel o Noruega.
Shakira tuvo para entonces una gran presencia en las clasificaciones musicales, debido a que, mientras la canción entraba en listas, su anterior sencillo «Gitana» (o «Gypsy» en inglés) se encontraba en las posiciones más altas de dichas listas musicales (en algunas, incluso, en el número 1).
La canción debutó en el número 43 del Billboard Hot 100 en Estados Unidos, lo que significó el segundo debut más alto de la cantante después de «She Wolf», que debutó en el 2009 en el número 11. A la siguiente semana subió al número 38, su máxima posición en esa lista; además, estableció el récord de la canción de un Mundial que más alto ha llegado a esta lista en la historia. En las listas Latin Songs y Latin Pop Songs llegó a  alcanzar el número 2. Logró los puestos número 1 y número 11 en las listas European Hot 100 y Canadian Hot 100, respectivamente.
En Europa, alcanzó su cuarto número 1 en Italia, el 23 de mayo, en su segunda semana después de debutar en el número 2. Duró diecisiete semanas en el primer lugar, hasta que fue desbancada el 17 de septiembre por «Love the Way You Lie» de Eminem con Rihanna. El 6 de junio llegó al número 1 en España con su anterior sencillo «Gitana» en el número 3. En el top 20 de Finlandia debutó en el número 11, salió de la lista a la siguiente semana, y para la tercera semana reingresó en el número 1, en donde se mantuvo durante una semana, al ser desbancada por «Alejandro» de Lady Gaga; aún volvería a llegar por dos veces al primer lugar de las listas en el país. Debutó en el número 1 de las listas ultratip (debajo del top oficial) de Bélgica, tanto en Flandes como Valonia; entró al top oficial, una semana después, en los puestos número 20 y número 15, respectivamente. A las seis semanas ya había logrado el número 1 en ambas listas. Debutó en el número 5 del top 100 en Suiza, en donde alcanzó el número 1 seis semanas después, hasta subir por dos veces más a esta posición. En Austria debutó en el número 26 y llegó al número 1 cinco semanas después. Así pues, «Waka waka» se convirtió en una de las canciones más exitosas en la historia de la música europea.
En África ingresó al listado del país donde se celebró el Mundial en 2010, Sudáfrica, donde logró el número 1. La canción tuvo su gran popularidad en el continente africano.
En Oceanía entró al top 50 de Australia en el puesto 39, en donde logró una posición máxima de 32. Llegó al número 6 en la lista de ventas físicas en este país.
En Asia ingresó en el puesto 12 de las listas de Japón, en donde alcanzó el número 9 como máxima posición. Debutó en el número 3 en Israel; alcanzó el puesto 13 en el listado de sencillos digitales de Rusia, y logró el número 1 en Hong Kong, Líbano, Indonesia, China y otros países del continente asiático.
Entre tanto, en Latinoamérica fue un gran éxito, ya que alcanzó el número 1 en casi todos los países que la conforman. En Uruguay debutó en el número 42 en la misma semana en la que su canción «Gitana» llegó al puesto 1 en esa lista. Logró el número 1 ocho semanas después. En El Salvador llegó al número 3. En Colombia, logró el puesto 1 en el listado oficial del país y en las listas radiales como el top 40 de los 40 principales y el top 20 de La Mega. En Paraguay, Honduras, Bolivia, Panamá, México, Chile y Argentina también fue número 1. Fue la segunda canción en la historia de los 40 Principales que logró ser número 1 simultáneamente en todos los países con presencia de la Cadena 40 y su lista, es decir, en España, México, Guatemala, Costa Rica, Panamá, Colombia, Ecuador, Chile y Argentina. En Brasil alcanzó la posición número 26.

## Certificaciones
| País/Continente | Proveedor  | Certificación | Ventas Certificación de ventas discográficas |
| --------------- | ---------- | ------------- | -------------------------------------------- |
| Finlandia       | IFPI       | Platino       | 20,000                                       |
| Australia       | ARIA       | x2 Platino    | 80,000                                       |
| Bélgica         | BEA        | Platino x3    | 120,000                                      |
| Dinamarca       | IFPI       | Platino x3    | 120,000                                      |
| México          | AMPROFON   | Platino x3    | 180,000                                      |
| Italia          | FIMI       | Platino x6    | 300,000                                      |
| India           | IFPI       | Diamante      | 300,000                                      |
| España          | PROMUSICAE | Platino x8    | 320,000                                      |
| Reino Unido     | BPI        | Platino       | 600,000                                      |
| Francia         | SNEP       | Platino x2    | 200,000                                      |
| Alemania        | BVMI       | Platino x2    | 400,000                                      |
| Estados Unidos  | RIAA       | Platino       | 1,000,000                                    |

## Posiciones en las listas
| País o Región   | Lista (2010)            | Mejor posición |
| --------------- | ----------------------- | -------------- |
| Alemania        | Media Control Charts    | 1              |
| Australia       | ARIA Singles Chart      | 1              |
| Austria         | Ö3 Austria Top 75       | 1              |
| Bélgica         | Ultratop 50 flamenca    | 1              |
| Bélgica         | Ultratop 50 valona      | 1              |
| Canadá          | Canadian Hot 100        | 11             |
| Dinamarca       | Tracklisten             | 1              |
| Escocia         | Scottish Singles Top 40 | 17             |
| Eslovaquia      | Rádio Top 100           | 2              |
| España          | PROMUSICAE              | 1              |
| Estados Unidos  | Billboard Hot 100       | 38             |
| Estados Unidos  | Hot Latin Songs         | 2              |
| Estados Unidos  | Latin Pop Songs         | 2              |
| Estados Unidos  | Tropical Songs          | 4              |
| Finlandia       | Suomen virallinen lista | 1              |
| Francia         | SNEP Singles Chart      | 1              |
| Hungría         | Single Top 40           | 2              |
| Irlanda         | Irish Singles Chart     | 10             |
| Israel          | Media Forest            | 3              |
| Italia          | FIMI Singles Chart      | 1              |
| Noruega         | VG-lista                | 2              |
| Nueva Zelanda   | NZ Top 40 Singles       | 34             |
| Países Bajos    | Dutch Top 40            | 2              |
| Polonia         | Polish Airplay Top 20   | 1              |
| Reino Unido     | UK Singles Chart        | 21             |
| República Checa | Rádio Top 100           | 1              |
| Sudáfrica       | Sudáfrica Singles Chart | 1              |
| Suecia          | Sverigetopplistan       | 1              |
| Suiza           | Swiss Singles Chart     | 1              |

| País           | Lista (2010)                  | Posición |
| -------------- | ----------------------------- | -------- |
| Alemania       | German Singles Chart          | 2        |
| Austria        | Austrian Singles Chart        | 2        |
| Bélgica        | Ultratop flamenca             | 1        |
| Bélgica        | Ultratop valona               | 2        |
| Canadá         | Canadian Hot 100              | 59       |
| Dinamarca      | Tracklisten                   | 1        |
| España         | Spanish Singles Chart         | 1        |
| Estados Unidos | Billboard Hot Latin Songs     | 29       |
| Finlandia      | Finnish Foreign Singles Chart | 1        |
| Francia        | SNEP Charts                   | 1        |
| Países Bajos   | Nederlandse Top 40            | 37       |
| Reino Unido    | The Official Charts Company   | 141      |
| Suecia         | Sverigetopplistan             | 3        |
| Suiza          | Schweizer Hitparade           | 1        |

## Certificaciones
| País              | Organismo certificador   | Certificación            | Ventas    | Ref.   |
| ----------------- | ------------------------ | ------------------------ | --------- | ------ |
| Alemania          | BVMI                     | Seis discos de oro       | 600 000   | [ 42 ] |
| Australia         | ARIA                     | Disco de Platino         | 70 000    | [ 43 ] |
| Austria           | IFPI                     | Cuatro discos de platino | 120 000   | [ 44 ] |
| Bélgica (Valonia) | BEA                      | Tres discos de platino   | 120 000   | [ 45 ] |
| Dinamarca         | IFPI                     | Tres discos de platino   | 120 000   | [ 46 ] |
| España            | Promusicae               | Ocho discos de platino   | 320 000   | [ 47 ] |
| Estados Unidos    | RIAA                     | Disco de platino         | 1 863 000 | [ 48 ] |
| Finlandia         | Musiikkituottajat (IFPI) | Disco de platino         | 20 248    | [ 49 ] |
| Francia           | SNEP                     | Dos Disco de platino     | 746 068   | [ 50 ] |
| India             | IMI (IFPI)               | Diamante                 | 300 000   | [ 51 ] |
| Italia            | FIMI                     | Seis discos de platino   | 180 000   | [ 52 ] |
| México            | Amprofon                 | Tres discos de platino   | 180 000   | [ 53 ] |
| Reino Unido       | BPI                      | Disco de platino         | 600 000   | [ 54 ] |
| Suecia            | GLF                      | Nueve discos de Platino  | 360 000   | [ 55 ] |
| Suiza             | IFPI                     | Cuatro discos de platino | 120 000   | [ 56 ] |